# The Toils of Deception
The Toils of Deception è un cortometraggio muto del 1913 diretto da Oscar Eagle:

## Produzione
Il film fu prodotto dalla Selig Polyscope Company.

## Distribuzione
Distribuito dalla General Film Company, il film - un cortometraggio in una bobina - uscì nelle sale cinematografiche statunitensi il 16 settembre 1913.